# هايكه هينكل
هايكه هينكل (بالألمانية: Heike Henkel)‏ (و. 1964  م) هي منافسة ألعاب القوى ألمانية، ولدت في كيل، شاركت في الألعاب الأولمبية الصيفية 1992، والألعاب الأولمبية الصيفية 1984.

## روابط خارجية
- هايك هينكل على موقع الاتحاد الدولي لألعاب القوى (الإنجليزية)
- هايك هينكل على موقع اللجنة الأولمبية الدولية (الإنجليزية)
- هايك هينكل على موقع أوليمبيديا (الإنجليزية)